# IDM
Az intelligens tánczene (vagy IDM: intelligent dance music) a 90-es évek elején kezdett elterjedni a techno egy stílusaként. Míg az energikus, kemény hangzású techno erősen táncparkett-irányultságú volt, addig az IDM a fejet, az agyat célozta meg kissé lassabb, kevésbé agresszív, és sokkal dallamosabb, művészi és improvizatívabb hangzásával.

## Áttekintés
Az IDM kezdetben zenei magazinokban tűnt fel az első hullámában 1992-93 környékén, de nem igazán ragadt meg az első IDM hírlevél alakulásáig 1993 augusztusában. Ez időben a hírlevél Richard D. James és még néhány, a Warp Records-nál megjelent Artificial Intelligence válogatáson feltűnt szerző progresszív elektronikus zenéjére koncentrált. Ezeken az előadókon kívül még a Black Dog Productions (később Plaid) és a B12/Redcell voltak még ebben a stílusban alkotók.
Habár a fentebb említett előadók mind angol művészek voltak, a berlini Sun Electric duó szintén öreg motorosnak számít ebben a stílusban.
Az „intelligens tánczene” kifejezést sokszor kritizálják, mert egyesek szerint nem adja vissza ennek a zenei stílusnak a lényegét. Így van-e vagy sem az intelligencia és tánc szavak jobban megjegyezhetőnek bizonyultak, mint más próbálkozások a stílus megnevezésére. A stílust becsmérlők esetenként a „delfinzene” kifejezést használták az intelligens szó egy gúnyos alternatívájaként.
A '90-es évek közepén el-eltűnő stílus az ezredfordulón újjáéledt. Egyre több előadó egyre több és különböző stílust kombinál igen innovatív módon. Ezek szerint elmondható, hogy ez a stílus képviseli a techno legelőremutatóbb, legkísérletibb és experimentalista ágát, az elektronikus zenét teljesen új irányokba vivő stílusként, nem csupán a „kultúrsznobokat” magába olvasztva.

## Az IDM felépítése
Ezen stílus legfőbb jellemzői a hangok nagy választéka valamint ezeknek az egységeknek a szerző által nagyon precízen egésszé való komponálása. De a hangok és azok egységének komplexitása önmagában még nem mondható IDM zenének, mivel a szerző által való nagy fokú kontroll is nagy szerepet játszik a zene kifinomultságának kialakításánál. Kétféle hang csupán kétféleképpen megszólaltatva (dob és cin) és mindössze 4 időbeni egységenkénti megszólaltatás lehetőségével nem hagy nagy beleszólást az előadó számára, nem építhető fel belőle intelligens zene.
Manapság leggyakrabban számítógépekkel történik a nagy mennyiségű hang precíz kontrollja a precíz felépítéshez. A legtöbb ilyen zene túl komplex, hogy emberi aggyal vagy akár írott formában lejegyezhető legyen.